# 南疆点地梅
南疆点地梅（学名：Androsace flavescens），为报春花科点地梅属下的一个植物种。